# جيمس إس. رولينز
جيمس إس. رولينز هو محامي وسياسي أمريكي، ولد في 4 مايو 1887 في كولومبيا في الولايات المتحدة، وتوفي بنفس المكان في 1 أبريل 1972. نشط حزبياً في الحزب الديمقراطي. وقد انتخب عضو مجلس ولاية ميزوري ‏.